# Max Favalelli
Max Favalelli, né le 23 janvier 1905 à La Charité-sur-Loire (Nièvre) et mort le 22 décembre 1989 à Sarlat-la-Canéda (Dordogne), est un journaliste français, verbicruciste et animateur de jeux télévisés.

## Biographie
Max Favalelli est le fils d'un médecin d'origine corse ; sa mère est originaire de l'Allier. Ses parents se rencontrent quand son père, venu faire un remplacement en Auvergne, soigne une entorse dont souffre sa mère.
Né à La Charité-sur-Loire, il y fréquente l'école communale pendant huit ans avant de passer son baccalauréat à Nevers.
À l'âge de 16 ans, il arrive à Paris afin d'y poursuivre des études qui le mènent au lycée Janson-de-Sailly, à la faculté de droit et enfin à l'École des hautes études commerciales de Paris (HEC).
Adepte de sports tels que le tennis ou le rugby, Max Favalelli participe en 1922 au concours pour jeunes écrivains organisé par le périodique L'Auto. Il remporte le premier prix et est engagé pour six mois à l'essai par Henri Desgrange qui le confie à Henri Decoin alors chargé des rubriques « boxe », « natation » et « mondanités » de L'Auto,.
À l'issue de son service militaire à Colmar et à Besançon, et sous la pression de son père, il est engagé dans une entreprise de recherches minières. Pendant trois ans, ce travail lui permet de réaliser ses premiers voyages en Haute-Volta et en Côte d'Ivoire.
C'est finalement au cours d'un voyage à Paris qu'il rencontre Jean Fayard. Après avoir été présenté à son père, l'éditeur Arthème Fayard, Max Favalelli est engagé à Candide appartenant aux Éditions Fayard. Il peut alors exaucer son rêve de toujours : devenir journaliste.
Durant les années 1930, Max Favalelli est rédacteur pour le journal Je suis partout,,, où il publie également ses mots-croisés du 10 septembre 1937 au 26 août 1939. Il est mobilisé en septembre 1939.
Admirateur du talent de cruciverbiste de Tristan Bernard, il lui envoie quelques essais de grilles de mots croisés et après que ce dernier lui ai donné quelques conseils, il devient verbicruciste pour Candide, puis pour de nombreux autres journaux, dont le magazine 7 Jours pendant l'Occupation , France Dimanche et même L'Équipe. Il garde tous les doubles de ses grilles ; en 1984, il en possède plus de 70 000.
Pendant l'Occupation , il se fait mal voir par le régime de Vichy pour avoir donné dans un de ses mots-croisés la définition suivante au mot maréchal : « a mérité le bâton ».
Après la Libération, il suit à neuf reprises pour un journal le Tour de France. Il réalise à partir d'août 1945 les grilles de mots-croisés de l'hebdomadaire Le Monde Illustré. En 1946, il est engagé à Paris-Presse.
Il entre à la télévision en 1952 pour y présenter l'émission Carte blanche. Il est connu comme l'un des animateurs de l'émission Le Mot le plus long, de 1966 à septembre 1970, puis Des chiffres et des lettres de janvier 1972 au 22 septembre 1984. À 80 ans en 1985, il est alors le doyen de la télévision. Surnommé « Monsieur dictionnaire », il est associé dans le grand public à une connaissance quasi encyclopédique du contenu du dictionnaire (même s'il ne s'appuie pas que sur sa mémoire).
Max Favalelli est également scénariste pour le cinéma : on lui doit le scénario du film L'Ennemi public nº 1 (1953) d'Henri Verneuil et il tient son propre rôle dans le feuilleton Le Gruyère qui tue de Pierre Dac et Francis Blanche dans la série Signé Furax.
Domicilié à Paris, dans le 7e arrondissement, près du Champ-de-Mars, il meurt le 22 décembre 1989 à Sarlat-la-Canéda, dans le Périgord noir où son fils Michel (1943-1991) dirige une librairie,. Il est inhumé à Saint-André-d'Allas (Dordogne),,.
La ville de Varennes-sur-Allier lui a rendu hommage en attribuant le nom de Max Favalelli à sa salle municipale.
En guise d'épitaphe, Max Favalelli déclare dans une interview « qu'il serait content s'il laissait simplement derrière lui quelques bonnes définitions de mots croisés ».
Il a été membre de l'Académie Alphonse-Allais.

### Vie privée
Marié le 17 décembre 1942 à Clermont-Ferrand avec Germaine Hervigot (1906-1995), dite Minou, il a deux enfants : Michel (1943-1991) et Agnès (1946-2021) et plusieurs petits-enfants.

## Définitions célèbres de mots croisés
Source.
- « Il a les défauts de l'enfance sans en avoir les agréments », en six lettres : gâteux.
- « Ne va plus à Monte-Carlo », en quatre lettres : rien.
- « Attire les papillons devant un bateau », en treize lettres : stationnement.
- « Prélude à une partie de billard », en dix lettres : anesthésie.
- « À sa réception, il y a souvent un chef », en huit lettres : matraque.
- « Ne s'abaisse jamais devant quelqu'un d'important », en dix lettres : strapontin.
- « Cochons, nous en aurons au moins une », en huit lettres : entaille.
- « Avec lui, la lune est dans l'eau », en onze lettres : bain de siège.
- « A bien mérité le bâton », en huit lettres : maréchal.
- « Jeune anarchiste tchécoslovaque », en cinq lettres : amour  (« l'amour est enfant de bohème, il n'a jamais connu de loi », tiré de l'opéra Carmen).
- « Enterré par son meilleur ami », en deux lettres : os (par le chien).